# تنگه نره
تنگه نره، روستایی از توابع بخش خفر شهرستان جهرم در استان فارس ایران است.

## جمعیت
این روستا در دهستان علی‌آباد قرار دارد و بر اساس سرشماری مرکز آمار ایران در سال ۱۳۸۵، جمعیت آن ۱۴ نفر (۴ خانوار) بوده‌است.